# Emilio Zocchi
Emilio Zocchi (Firenze, 5 marzo 1835 – Firenze, 10 gennaio 1913) è stato uno scultore italiano.

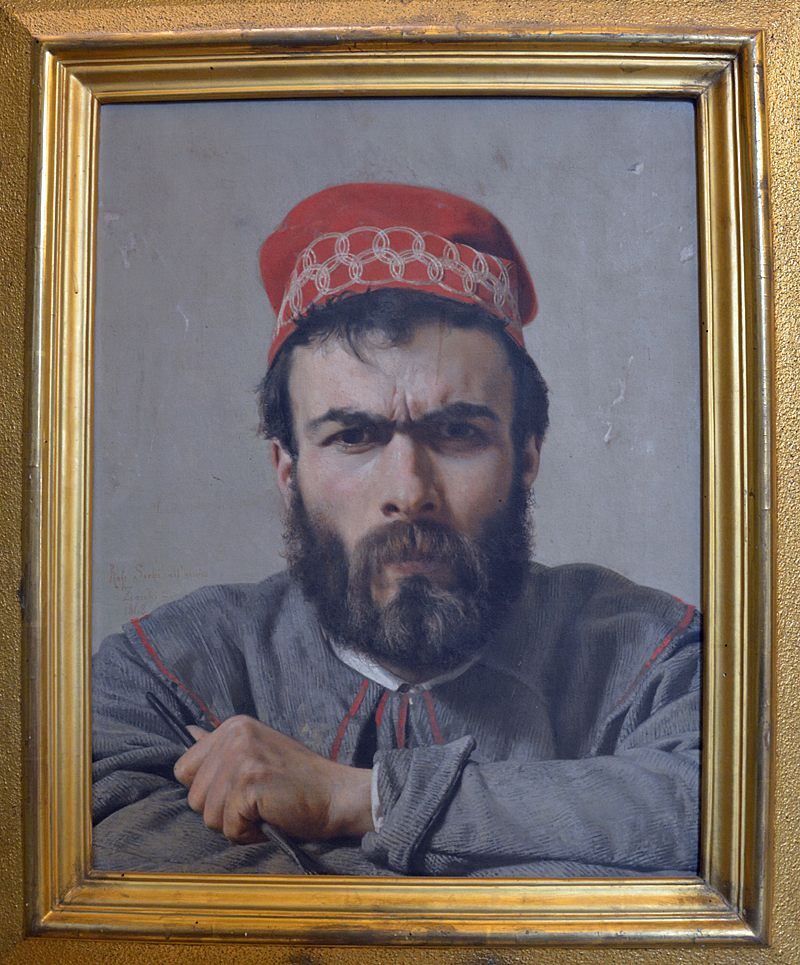
Raffaello Sorbi, Ritratto d'Emilio Zocchi, Firenze, Galleria d’Arte Moderna di Palazzo Pitti

Cugino di Cesare Zocchi e padre di Arnoldo Zocchi, fu docente all'accademia delle Belle Arti di Firenze dal 1870.

## Biografia e opere
Fu dallo zio marmista che il giovane Emilio apprese i primi passi della scultura a partire dall'età di otto anni.
Poi suoi maestri furono Girolamo Torrini, Aristodemo Costoli e Giovanni Dupré.
Del 1854 è il bassorilievo Romolo e Remo trovati dalla lupa. Attorno al 1861 si data la sua statua monumentale Alcibiade poi posta a Sansepolcro.
Negli anni '60 del XIX secolo fu autore di una lunetta raffigurante la Visione di Costantino per la facciata della Basilica di Santa Croce a Firenze. Sempre attorno al 1861 scolpì Michelangelo fanciullo che scolpisce il Fauno, ora conservato presso la sala delle Allegoria della Galleria Palatina in Palazzo Pitti.
Nel 1890 realizzò un monumento equestre a Vittorio Emanuele II d'Italia, in origine collocato piazza della Repubblica e nel 1932 spostato in piazza Vittorio Veneto alle Cascine.